# Col·legi de la Mercè (Martorell)
El Col·legi de la Mercè és una obra del municipi de Martorell (Baix Llobregat) inclosa en l'Inventari del Patrimoni Arquitectònic de Catalunya.

## Descripció
El col·legi ocupa els números 36, 38 i 40 habilitant antics habitatges reformats.
L'edifici original del número 36 és un edifici cantoner amb dos cossos de planta rectangular, planta baixa i pis units en el centre per una capella i una porta de ferro forjat que dona a la part posterior de l'escola. Del conjunt cal destacar l'element central. L'accés a la capella es fa mitjançant un tram d'escales. La façana presenta una porta d'arc ogival amb motllures i un petit timpà pintat i, a sobre, un rosetó. Als extrems hi ha dues semi columnes i està coronat per una espadanya amb campana.
Fusteria de fusta. A la planta baixa hi ha reixes. Les façanes estan arrebossades i pintades de salmó i blanc. L'edifici s'ha ampliat per la part posterior.
L'antic habitatge del número 38 és un edifici entre mitgeres de planta rectangular amb planta baixa i tres pisos. Construcció típica unifamiliar en molts indrets (rurals) catalans d'habitatges amb plantes estrets i allargades. Obertures amb arc de mig punt, conjunt de balcons geminats i barana de balustres en el darrer pis. Cal remarcar la tarja forjat amb acurada ornamentació que hi ha a la porta esquerra.
L'antic habitatge del número 40 és un edifici entre mitgeres de planta rectangular, planta baixa, dos pisos i terrat a la catalana. Composició simètrica dels buits de planta baixa. La crugia central s'avança en el pla de la façana: porta d'accés amb arc, mig punt, adovellat; arc carpanell molt rebaixat en el primer pis i pla en el segon. Ornamentació d'esgrafiats en flors i filigrana i arrebossat simulant encoixinat cornisa amb imbricació. Fusteria de fusta, persianes enrotllades. És interessant el treball que presenta la porta central i la tarja lateral de ferro.

## Història
El seu origen es remunta a l'any 1861, any en què Lutgarda Mas i Mateu, la seva fundadora, posa en marxa una proposta educativa destinada a redimir la dona, captiva de la ignorància, com a forma d'alliberament i com a resposta a la necessitat d'aquell moment històric.
Des d'aquell moment, l'escola ha anat passant pels diferents contextos històrics que li ha tocat viure, adaptant-se en cada moment a les necessitats de l'entorn i establint així una història de canvi, adaptació i flexibilització (estratègies de subsistència durant la guerra, incorporació de diferents classes segons el poder adqusitiu durant la post guerra, incorporació de la coeducació a finals del 70, incorporació de la llengua catalana ...) que l'ha portat a ser una escola amb una forta tradició històrica i un gran arrelament al poble.
L'any 1994, coincidint amb l'entrada en vigor de la LOGSE i amb l'espectacular increment de població de Martorell, s'inauguren les instal·lacions d'ampliació amb l'adquisició dels dos immobles de la part de llevant i ampliació de les zones d'esbarjo. Aquest fet permet l'escola de duplicar línia des de P3 fins a 4t d'ESO i ofertar estudis de batxillerat, amb la novetat aquest curs 2013-2014, de la obertura d'una tercera línia a 1r d'ESO que tindrà continuïtat en cursos posteriors.
Actualment s'imparteixen quatre etapes educatives:
- -     - 2n cicle d'Educació infantil
    - Educació primària
    - ESO
    - Batxillerat: Modalitat d'Humanitats i Ciències socials i Modalitat de Ciències i Tecnologia

  - Des del dia 1 d'agost de 2013, el Col·legi La Mercè forma part de la Fundació Educativa La Mercè (FEM).

Durant l'any 2011, l'escola va celebrar el seu 150è aniversari.
Les cases d'aquest carrer es construïren al llarg del s. XIX, a prop de d'indret de les antigues muralles.